# Sandra Wahlbeck
Sandra Wahlbeck est une actrice espagnole, ayant commencé à être connue du public espagnol dans la série télévisée Menudo es mi padre, où elle interprète le rôle paradoxal d'une jeune suédoise fille d'un espagnol...

## Filmographie
- 1996 - 1997 : "Menudo es mi padre (es)" (série télévisée) : Vicky
- 1999 : "Petra Delicado" (série télévisée, épisode : Mal día, el lunes)
- 2000 : London Calling (court-métrage) : Azafata
- 2000 : "Hospital Central" (série télévisée) : Maica (épisode : Lazos de sangre)
- 2001 : Gente pez : une américaine (titre anglais : Fish People)
- 2001 : Buñuel y la mesa del rey Salomón : archéologue
- 2002 : Guerreros : Mónica, interprète
- 2002 : Bestiario : Soledad Encontrada (titre anglais : Bestiary)
- 2003 : Al sur de Granada : Gamel Woolsey (titre anglais : South from Granada)
- 2014 : Crustaceos